# 工事契約に関する会計基準
工事契約に関する会計基準（企業会計基準第15号）とは、財団法人企業会計基準委員会（ASBJ）より公表された、工事契約に関する原則、基準である。本基準の公表により、21年4月以降の工事施工者の工事契約にかかる収益及び原価に関して、工事の進行途上においても、原則として工事進行基準の適用が強制されることとなった。
なお、本会計基準は、国際会計基準（IAS）第11号（工事契約）に相当する。

## 制度の概要
主な要点は以下の通りである。
- 工事契約に関して、工事の進行途上においても、その進捗部分について成果の確実性[注釈 2]が認められる場合には工事進行基準を適用する。工事進行基準とは、工事全体の完成及び発注者からの請求前にかかわらず、工事の進捗度に対応する部分について収益計上を行う会計処理である。

- 本会計基準は、仕事の完成に対して対価が支払われる請負工事のうち、基本的な仕様や作業内容を顧客の指図に基づいて行う工事契約が適用対象となる。したがって、ソフトウェアの開発業務は本会計基準の適用対象となるが、工事設計や労働のみを提供するような契約は本会計基準の対象とはならない。

- 工事進行基準適用工事契約に関しては、決算日における工事進捗度[注釈 3]に対応する工事収益及び工事原価を計上する。

- 工事進行途上に計上された工事収益に対応する未収債権（売掛金）については、金銭債権として取り扱い、貸倒引当金の設定対象となる。

- 当該工事契約に対応する工事原価が工事収益を上回る（いわゆる赤字工事の）場合には、工事損失引当金繰入額（売上原価）及び工事損失引当金（流動負債）を計上する[注釈 4]。

## 重要性の判定について
本会計基準の適用対象工事は、原則として工事進行基準の適用が強制されるが、工期のごく短い工事契約については、これまでどおり工事完成基準の適用が認められる。

## 税法との関係について
法人税法では、従来より一定の規模を超える工事契約を対象に、工事進行基準の強制適用が求められており、会計と税法との間で収益（益金）上の認識差異が発生していた。一方、今回の工事契約に関する会計基準の施行に伴い会計上も工事進捗度に対応する収益が計上されることとなったため、従来存在していた収益（益金）上の認識差異は解消され、両者の認識は概ね一致することとなった。

## 注記の取り扱い
工事契約に関しては、次の事項を注記する。ただし、当期の工事損失繰入額に関する注記を除き、重要性が乏しいと判断される場合には、注記の省略が認められる。
1. 工事契約に係る認識基準
2. 決算日における工事進捗度を見積るために用いた方法
3. 当期の工事損失引当金繰入額
4. 同一の工事契約に関する棚卸資産と工事損失引当金がともに計上されることとなる場合には、その金額[注釈 6]

## 工事進行基準における収益認識基準について
工事進行基準は、収益の発生に焦点をおき、収益発生の事実に基づき収益を認識する発生主義に基づく会計処理である。一方、工事完成基準は、収益を計上する事実が確実となった時点で収益を認識する実現主義に基づく会計処理である。

## 連結決算上の会計処理について
本会計基準は、専ら工事の施工者に焦点を当てた内容であるが、もう一方の当事者である発注者側では、工事完成時まで施工者に対する費用及び債務の認識を行わない。
そのため、グループ会社で親会社が発注者として子会社に請負工事を発注する場合、工事進行途上の工事契約について、連結決算上の債権債務の消去額は必ずしも一致せず、内部取引消去上の差額が発生してしまう（施工者である子会社が発注者である親会社に対して工事進捗度に対応する工事収益及び債権額を一方的に認識する状況となる）。
したがって、グループ間で工事契約を行う場合を念頭に、連結上の処理手順を決めておく必要がある。

## 脚註